# CJC-1295
CJC-1295, còn được gọi là DAC: GRF (viết tắt của phức hợp ái lực thuốc: yếu tố giải phóng hormone tăng trưởng), là một chất tương tự tổng hợp của hormone giải phóng hormone tăng trưởng (GHRH) (còn được gọi là yếu tố giải phóng hormone tăng trưởng (GRF)) và một bí mật hormone tăng trưởng (GHS) được phát triển bởi Công nghệ sinh học ConjuChem. Nó là một dạng GHRH được sửa đổi (1-29) với dược động học được cải thiện, đặc biệt là liên quan đến thời gian bán hủy.
CJC-1295 làm tăng rõ rệt hormone tăng trưởng huyết tương (GH) và mức độ yếu tố tăng trưởng giống như insulin 1 (IGF-1) ở cả động vật và người. Với một mũi tiêm duy nhất, ở người, CJC-1295 làm tăng nồng độ GH trong huyết tương từ 2 đến 10 lần trong 6 ngày hoặc lâu hơn và nồng độ IGF-1 huyết tương từ 1,5 đến 3 lần trong 9 đến 11 ngày. Thuốc có thời gian bán hủy ước tính khoảng 6 đến 8 ngày ở người. Với nhiều liều CJC-1295, nồng độ IGF-1 được tìm thấy vẫn tăng ở người trong tối đa 28 ngày.
CJC-1295 đã được chứng minh là giúp kéo dài thời gian bán hủy và khả dụng sinh học của hormone giải phóng hormone tăng trưởng 1-29 và kích thích tiết 1 yếu tố tăng trưởng giống như insulin. Nó làm tăng thời gian bán hủy của các tác nhân hoạt động bằng cách kích thích sinh học.
CJC-1295 đang được điều tra để điều trị chứng loạn dưỡng mỡ và thiếu hụt hormone tăng trưởng và đã đạt được các thử nghiệm lâm sàng giai đoạn II nhưng đã bị ngừng sử dụng khi một trong những đối tượng thử nghiệm. Bác sĩ tham gia thử nghiệm tin rằng lời giải thích có khả năng nhất cho vụ việc là bệnh nhân bị bệnh mạch vành không có triệu chứng với vỡ và tắc nghẽn mảng bám, và sự xuất hiện này không liên quan đến điều trị với CJC-1295. Trong mọi trường hợp, nghiên cứu đã được chấm dứt dù sao cũng là một biện pháp phòng ngừa. CJC-1295 đã tìm thấy việc sử dụng thị trường màu xám cho mục đích thể hình, với điều này, ở một số quốc gia như Hà Lan, là việc sử dụng bất hợp pháp.